# CG動畫
CG（Computer-generated）動畫，是一種並用電腦和CG作畫的技術所製作的移動圖像或動畫的名稱，通常指的是數位化的作品，內容可以是純藝術創作到廣告設計等，可以是二維三維，由CG作畫和虛擬真實技術製作媒體文化中的動畫，都可以歸於CG動畫範疇，它們已經形成一個可觀的經濟產業，所以提到CG動畫時一般可以分成幾個主要產業：從影視產業、遊戲產業、廣告業等等，包括二維、三維的。CG動畫通常以動畫為最大宗的日本輸出，可創年破億的GDP總額，它也是用在廣告與遊戲等等的產業，可謂是相當可觀。通常風格為CG畫風。

## 電影及電視劇
從1970年代開始CGI短片作為獨立動畫片開始生產，但CG動畫（特別是特技領域）在美國動畫片的摩登時代才大量出現。第一個完全電腦生成的動畫系列是《ReBoot（重啟）》。著名的皮克斯動畫工作室所製做的動畫電影幾乎是用CG作畫的技術製成。
下面是一些CG動畫的電影和電視劇:
- 頭文字D(飆車片段)
- 超人總動員
- 天才小子傑米的冒險（Adventures of Jimmy Neutron: Boy Genius）
- 馬達加斯加
- 怪物公司
- 極地特快
- ReBoot
- 機器人
- 小小歐里（Rolie Polie Olie）
- 星際爭霸戰（Shadow Raiders）
- despicable me
- 鯊魚故事
- 怪物史萊克
- Thomas & Friends
- 玩具總動員
- 蔬菜寶貝歷險記（Veggie Tales）
- 夢醒人生（Waking Life）
- 雙貓記
- 瓦力（WALL-E）
- 忍者龜新系列
- 多啦A夢（由《風之使者》開始）
- 音樂動畫（Animusic）
- 小蟻雄兵（Antz）
- 變形金剛
- 蟲蟲危機
- 四眼天雞（Chicken Little）
- 人氣卡通（Futurama）
- The Fairly OddParents
- 最終幻想（Final Fantasy: The Spirits Within）
- 海底總動員
- 冰河世紀

## 外部鏈接
- 參考資料：電腦圖形
- 參考資料：電腦合成影像
- 參考資料：電腦動畫
- 日本維基百科：動畫 （页面存档备份，存于）
- 日本維基百科：電腦圖學 （页面存档备份，存于）
- 情報處理協會 （页面存档备份，存于）
- 畫像電子學會 （页面存档备份，存于）

### 採用CG作畫所製作的CG動畫的工作室
- 藍天工作室（页面存档备份，存于）（《冰河世紀》）
- Mainframe Entertainment（《變形金剛續集》、《Reboot》、 《太空戰爭》）
- PDI 夢工廠（页面存档备份，存于） 舊稱Pacific Data Images（《功夫熊貓》《小蟻雄兵》、《怪物史萊克》）
- 皮克斯動畫工作室（页面存档备份，存于）（《玩具總動員》、 《怪獸公司》、《蟲蟲危機》、《海底總動員》、《超人特工隊》等）
- Rhythm and Hues工作室（页面存档备份，存于）（《寶貝》、' '《The Chronicles of Narnia: The Lion, the Witch and the Wardrobe》、《Charlotte's Web》、《超人歸來》）
- 玄機科技（《秦時明月》）
- 藍弧文化（页面存档备份，存于）（《超獸武裝》《鋼鐵飛龍》' '）